# Daurská přírodní rezervace
Státní přírodní biosférická rezervace Daurskij (rusky Государственный природный биосферный заповедник Даурский) je přírodní rezervace v jihovýchodním Zabajkalsku na východní Sibiři.
Založena byla roku 1987 kvůli ochraně ptačích hnízdišť. Na 45 790 ha se rozkládají stepi, mokřady, lesy i jezera (největší jsou Barun-Torej a Zun-Torej). Ochranná zóna kolem rezervace čítá 163 530 ha.
Od roku 2017 je území rezervace v rámci „Krajiny Daurie“ na seznamu světového dědictví UNESCO (spolu s mongolskou přírodní rezervací Mongol Daguur).

## Klima
Podnebí je zde silně kontinentální - zima chladná, mrazivá a suchá, léto suché s velmi proměnlivými teplotami.
Vegetační období trvá 120 - 150 dní. Přízemní mrazíky se mohou vyskytovat ještě na počátku června, poprvé se objevují již v druhé polovině srpna. Roku 2009 padaly teploty až k -5 °C.

## Fauna a flora
Na území rezervace žijí 4 druhy ryb, 3 druhy obojživelníků, 52 druhů savců a více než 315 druhů ptáků (z nich více než 100 zanesených do Červeného seznamu IUCN). Hnízdí zde čtyři druhy jeřábů - bělošíjí, popelavý, mandžuský a panenský. Celkem čtyři druhy savců jsou zaneseny do Červeného seznamu - svišť tarbagan, ježek daurský, manul a gazela středoasijská.
Většina druhů je typická pro stepi, jen v některých oblastech se vyskytují tajgové druhy jako norník, myšice východosibiřská či veverka. Avšak i v borových porostech jsou zastoupeny nejčastěji druhy stepní a luční.
Na území Daurské přírodní rezervace žijí tito savci: ježek daurský, 4 druhy rejsků, 6 druhů letounů, pišťucha krátkoocasá, 2 druhy zajíců, 22 druhů hlodavců, 4 druhy psovitých, 6 druhů lasicovitých, 2 druhy kočkovitých a 4 druhy sudokopytníků. Kdysi zde žil také osel asijský а argali altajský.
Ze zástupců hmyzu jsou nejlépe popsáni motýli, kterých zde bylo napočítáno 1096 různých druhů.
Na území rezervace roste 446 druhů rostlin, z nich 28 je zaneseno do místní červené knihy ohrožených druhů, 3 do ruské červené knihy.
Roku 1994 byla podepsána dohoda o vytvoření mezinárodní přírodní rezervace Daurie, která zahrnuje jednak ruskou Daurskou přírodní rezervaci, jednak mongolskou rezervaci Mongol Daguur a také čínské jezero Dalaj.
Od roku 1997 patří mezi biosférické rezervace UNESCO.
V roce 2017 byla na seznam světového dědictví UNESCO zanesena položka Krajina Daurie, která zahrnuje území ruské Daurské přírodní rezervace (579 ha + 219 ha nárazníkové zóny) a mongolské rezervace Mongol Daguur (635 ha + 178 ha nárazníkové zóny).